# Круглый дом (Таганрог)
Круглый дом — жилой многоквартирный дом в Таганроге, первый круглый дом, построенный в СССР. Расположен по адресу: ул. Александровская, д. 107.

## Авторство проекта
Долгие годы автором проекта Круглого дома считался некий архитектор Боголюбов. В 2000-х годах, когда интерес к архитектурным особенностям Круглого дома возрос, появилась информация о том, что автором проекта был известный ростовский архитектор М. Н. Кондратьев. Позднее, благодаря изысканиям ростовского историка архитектуры Артура Токарева, выяснилось, что автором проекта являлся известный архитектор Иван Таранов-Белозёров. Таранов-Белозёров после окончания архитектурного отделения Харьковского политехнического института работал в Южном машиностроительном тресте (ЮМТ), в состав которого входил и Таганрогский котельный завод. Проект был разработан в ЮМТ и опубликован для обсуждения в восьмом номере журнала «Строительная промышленность» за 1929 год вместе с пояснительной запиской автора.

## История дома
Круглый дом был построен в Таганроге в 1929 году (с 1929 по 1932 год). Этот жилой трёхэтажный 36-квартирный дом завода «Красный Котельщик» — первый построенный в СССР круглый дом. В плане представляет собой разорванное кольцо. Вход во двор направлен на север. Дом экспериментальный, задуман как символ советской архитектуры: минимум строительных материалов, максимум прочности. Замкнутое пространство двора имеет великолепные акустические свойства. Здание построено из кирпича, окна горизонтально вытянутые. Ленточный характер окон подчёркивался темноватым колером простенков.
Все квартиры второго и третьего этажей дверями выходят на общий балкон, опоясывающий эти этажи. Внутри дома — тесный, совершенно круглый двор. Ванные, предназначенные для семи семей (потом были «захвачены» ближайшими к ним квартирами).
Дом был заселён к 7 ноября 1932 года. Общий туалет находился за пределами дома, метрах в 20 от него. Водопровод и канализация были оборудованы в квартирах дома только в начале 60-х годов.
Утверждают, что через два года аналогичный дом был построен в Одессе в 1931 году, но данная информация не подтверждается одесскими источниками. Всего было построено ещё четыре дома в других городах, но распространения такая конструкция не получила.
К 80-летнему юбилею Круглого дома, случившемуся в октябре 2012 года, был проведён капитальный ремонт, а сам юбилей — отмечен праздником, проведённым во дворе жильцами дома.

## Объект культурного наследия
В декабре 2016 года стало известно о том, что Круглый дом признан «объектом культурного наследия Ростовской области». Об этом вышло соответствующее постановление Министерства культуры Ростовской области. Официальное наименование объекта — «Жилой дом рабочих завода „Красный Котельщик“». Инициатором по этому вопросу выступила авторитетная международная организация «DOCOMOMO-Россия». Отныне сохранение, содержание и использование выявленного объекта культурного наследия должно осуществляться в соответствии с требованиями статей 47-2 и 47-3 ФЗ-73 Об объектах культурного наследия — памятниках истории и культуры народов Российской Федерации".
Жители дома, к изумлению общественности, восприняли новость о признании их дома «объектом культурного наследия» в штыки
. Как выяснилось, текущее законодательство РФ возлагает бремя содержания памятников архитектуры в полном объёме на владельцев строения, то есть, в данном случае, на жителей дома. И расходы эти для жителей просто непосильны. Жильцы дома даже обратились к известному ростовскому историку архитектуры Артуру Токареву, который был инициатором признания Круглого дома объектом культурного наследия, с просьбой отозвать своё заявление из Министерства культуры РО.
В декабре 2017 года в Ростове-на-Дону состоялось специальное заседание комиссии организации «Донское наследие», посвящённое протестам жителей дома. Делегация жителей приняла участие в работе комиссии.

## Интересные факты

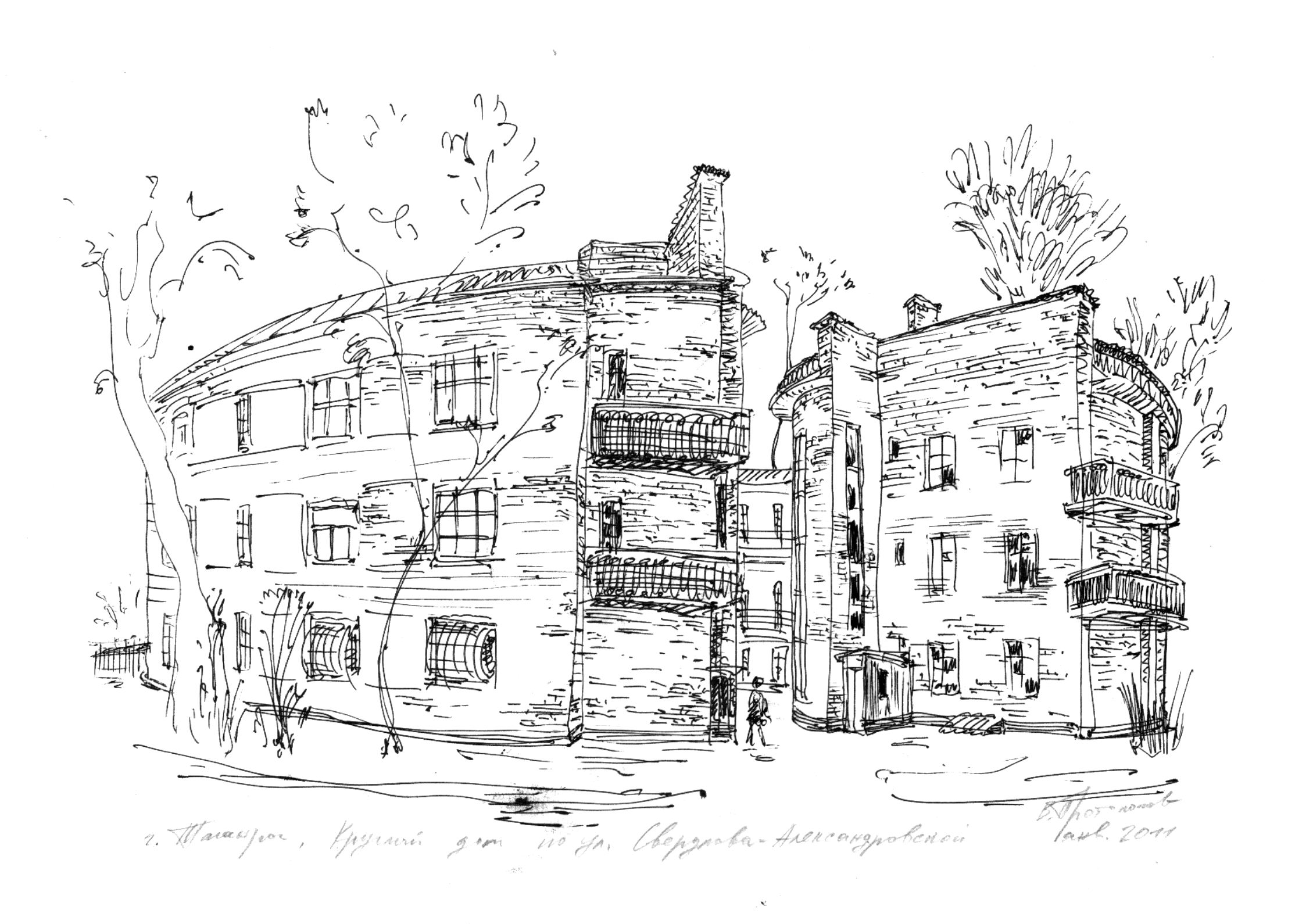
Круглый дом. Автор рис. — В. Протопопов, 2011.

- Существует легенда, будто этот дом в плане — первая буква «С» в слове «СССР», которое должны были бы составить ещё три дома, запланированные к строительству рядом с первым[17].
- Фундамент Круглого дома был якобы построен из фундаментного камня церкви во имя Святого Архангела Михаила, располагавшейся напротив и уничтоженной решением городских властей[6].
- В мае 2011 года в Круглом доме прошли телесъёмки передачи Михаила Ширвиндта «Хочу знать» (Первый канал), главным героем которой стал Круглый дом[18]. Эфир состоялся 15 августа 2011 года.

## Круглый дом в кинематографе
- 1981 — «Ночь коротка», худ. фильм. Режиссёр Михаил Беликов, Киностудия им. А. Довженко[19].
- 2002 — «Дневник убийцы», телесериал. Режиссёр Кирилл Серебренников, РТР[17].